# Sân bay Kiến An
Sân bay Kiến An là một sân bay quân sự, nằm trên địa phận quận Kiến An, thành phố Hải Phòng.
Đây là một sân bay dự bị cho sân bay quốc tế Cát Bi, có 1 đường băng dài 2400 mét bề mặt bằng bê tông, nằm cạnh dãy núi Yên Ngựa ở quận Kiến An,, cách sân bay Quốc tế Cát Bi khoảng 10 Km về phía Tây.